# Magaly Castro Egui
Magaly Beatriz Castro Egui (Calabozo, 19 aprile 1948) è una modella venezuelana, eletta Miss Venezuela nel 1966.
La Castro è stata la rappresentante ufficiale del Venezuela a Miss Universo 1966, concorso tenuto a Miami Beach, Florida, il 16 luglio 1966.